# Albiswerk Zürich
Die Albiswerk Zürich AG war eine Produktionsstätte der Siemens in der Schweiz mit Sitz in Albisrieden-Zürich. Sie stellte Telefone, Radios, Militärtelefone und -Funkgeräte sowie andere elektrotechnische Produkte her.

## Geschichte
Das 1847 gegründete Unternehmen Siemens & Halske, Berlin wurde bald in der Schweiz aktiv. Es lieferte an die Schweizer Militärverwaltung in Bern Zeigertelegraphen und anfangs der 1880er-Jahre 150 Siemens-Signalglocken für die neue Gotthardbahn. 1888 lieferte Siemens die Fahrleitung für die erste Strassenbahn der Schweiz (Vevey-Montreux-Chillon). 1894 hatte Siemens beim Bau des Flusskraftwerks Wynau erstmals Schweizer Ingenieure eingestellt. 1900 eröffnete Siemens eine Vertretung in Zürich, 1913 in Lausanne und 1920 in Bern.
Siemens & Halske kaufte 1922 die Protos Telefonwerke AG, die in finanziellen Schwierigkeiten steckte. Sie wurde 1913 in Glarus gegründet  und war 1916 nach Altstetten und später Albisrieden umgezogen. Die Protos stellte mit ihren 60 Mitarbeitern Telefonapparate und -zentralen her. Ab 1917 wurde das Tischmodell der Telephon Apparat Fabrik E. Zwietusch & Co. Berlin in Lizenz hergestellt. Albisrieden war der erste Produktionsstandort von Siemens in der Schweiz, was den vermehrten Zugang zu staatlichen Aufträgen ermöglichte.
Die Protos wurde 1924 in Telephonwerke Albisrieden AG umbenannt, deren Telefontechnik auf die militärische Fernmeldetechnik ausgeweitet, und es wurden bereits 150 Mitarbeiter beschäftigt. Die Telefonfabrik im dreistöckigen «Efeuhäuschen» an der Albisriederstrasse war ein Treiber der Industrialisierung in der Gemeinde Albisrieden. Das deutsche Mutterhaus förderte die sukzessive Erweiterung der Fabrik und der Produktepalette.	

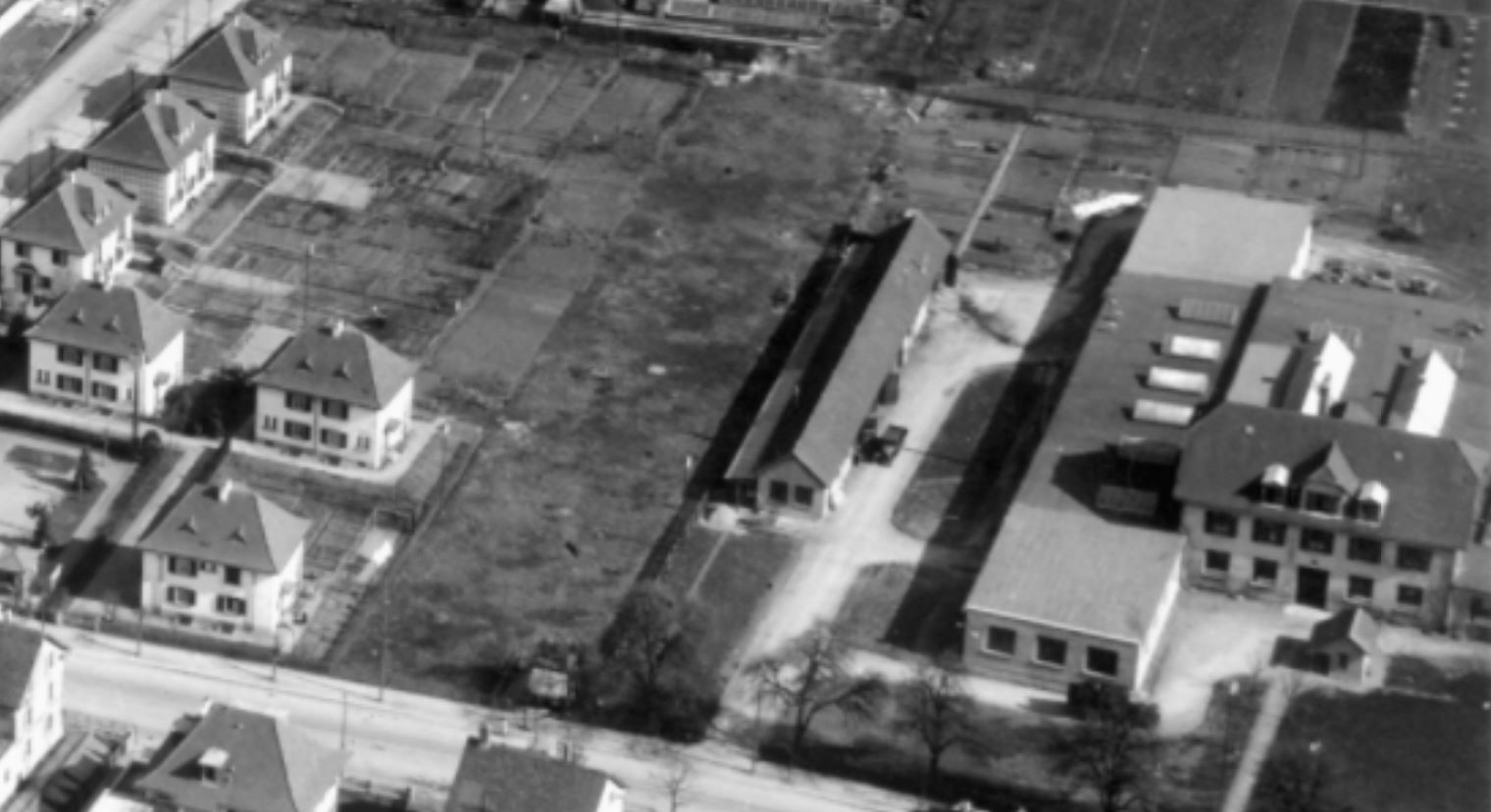
Albiswerk 1932

1932 gründete Siemens zusammen mit AEG eine Zweigniederlassung der Telefunken GmbH in Zürich, welche ihren Firmensitz bei den Telephonwerken Albisrieden hatte. Damit begann die Produktion von Radiogeräten in Zürich. 1933 richtete die Telefunken Zürich AG in einer ehemaligen Grossschreinerei in Albisrieden eine Lizenzfabrikation ihrer Radios (Modelle Mozart/Nauen und Parzifal/Bayreuth) ein. Ausser Widerständen, Kondensatoren und Röhren stellte das Werk alle Teile im "Rundfunkgebäude" her, während Siemens Zürich den Verkauf besorgte.
Mit der Eingemeindung von Albisrieden in die Stadt Zürich erfolgte 1935 die Umbenennung der Telephonwerke Albisrieden in Albiswerk Zürich AG (AWZ), die rund 1500 Mitarbeiter beschäftigte. Die AWZ begann hauptsächlich Telefonwähler, Relais und Zentralen zu produzieren. Neben der Telefunken-Serie wurde die Eigenentwicklung unter dem Namen Telefunken-Albis produziert, ab 1936/37 wurden die Spitzengeräte Telefunken-Albis 71, 72 und 73 gebaut.
1939 setzte die Schweiz die "Telefonwerke" auf die schwarze Liste, weil sie Geräte für die Deutsche Wehrmacht herstellte, worauf Deutschland einen Ausfuhrboykott verhängte. 1941 erfolgte die Trennung von Telefunken. Die neuen Geräte trugen nun den Namen Albis und klein daneben Siemens, um auf die Verkaufsfirma hinzuweisen. In Deutschland ging die «nicht-arische» Telefunken in den alleinigen Besitz der AEG über.

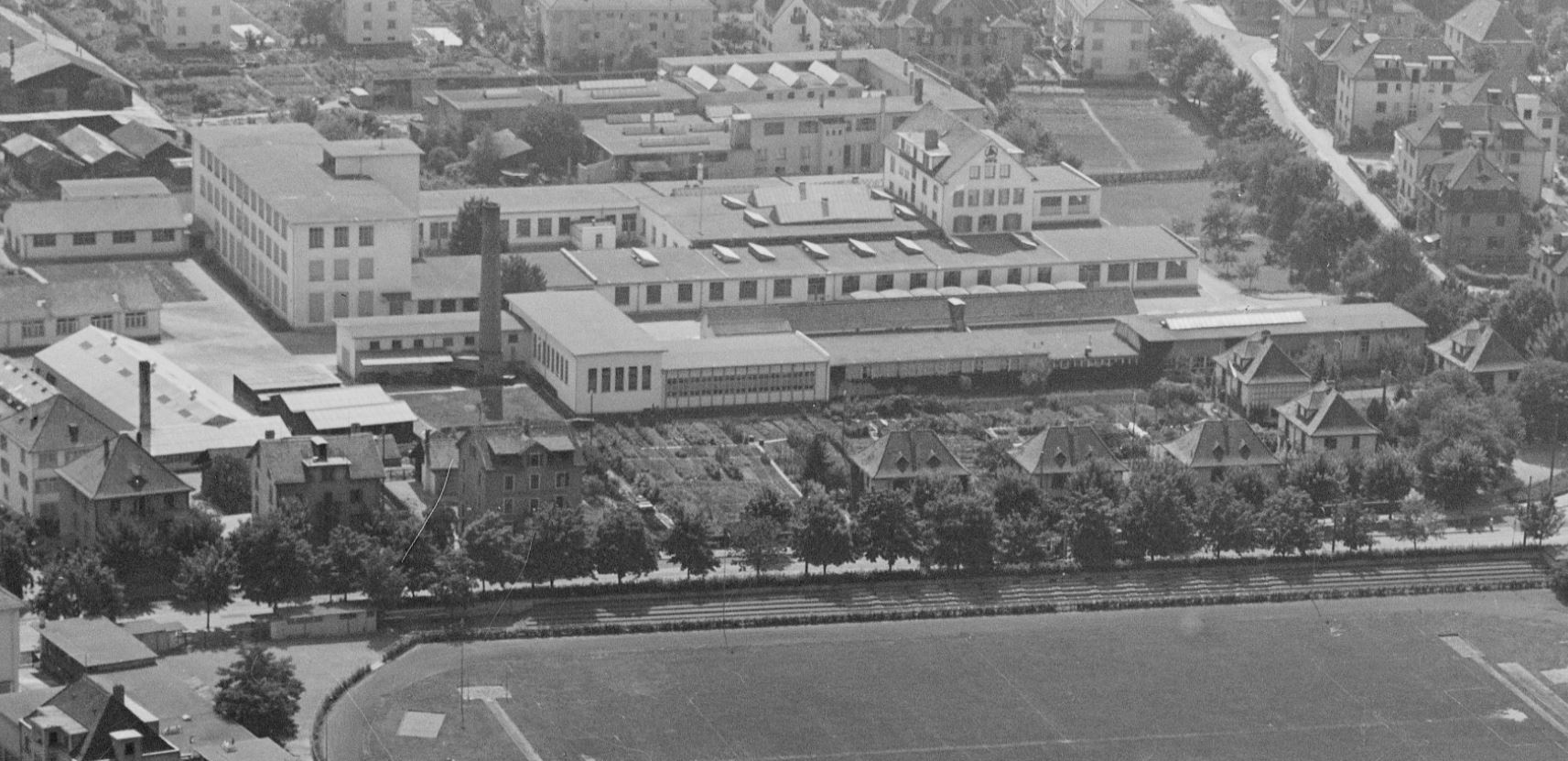
Albiswerk 1952

Das Albiswerk stellte 1945 einige Typen von Schlüsselröhren und Telefonröhren her, andere wurden von der englischen Firma Mazda importiert. Die Geräte trugen nun das Siemens-Albis-Signet, und das Albiswerk produzierte fünf Modelle nur für die Schweiz.
Von 1946 bis 1983 wurde ein Albiswerk-Zweigbetrieb im Kloster Bremgarten mit bis zu 125 Mitarbeiterinnen geführt.
1953 wurde die Radioproduktion eingestellt. Die Eigenentwicklung eines TV-Empfängers (Modell Aldepa) erwies sich 1954 als nicht wettbewerbsfähig.
Die Telefunken Zürich AG wurde 1955 in das Albiswerk überführt. Das Albiswerk stellte damals Telefonanlagen, Personensucheinrichtungen, Spezialanlagen für Kraftwerke, Bahnen und Flugplätze, Strassenverkehrsanlagen, Studioeinrichtungen, Feldübermittlungs-, Infrarot- und Radargeräte her.
Die Albiswerk Zürich AG war 1970 mit tausenden von Mitarbeitern einer der grössten Arbeitgeber der Stadt Zürich. Das Unternehmen war Teil der nationalen Fernmelde- und Telekommunikationsindustrie und einer der Hauptlieferanten der PTT.

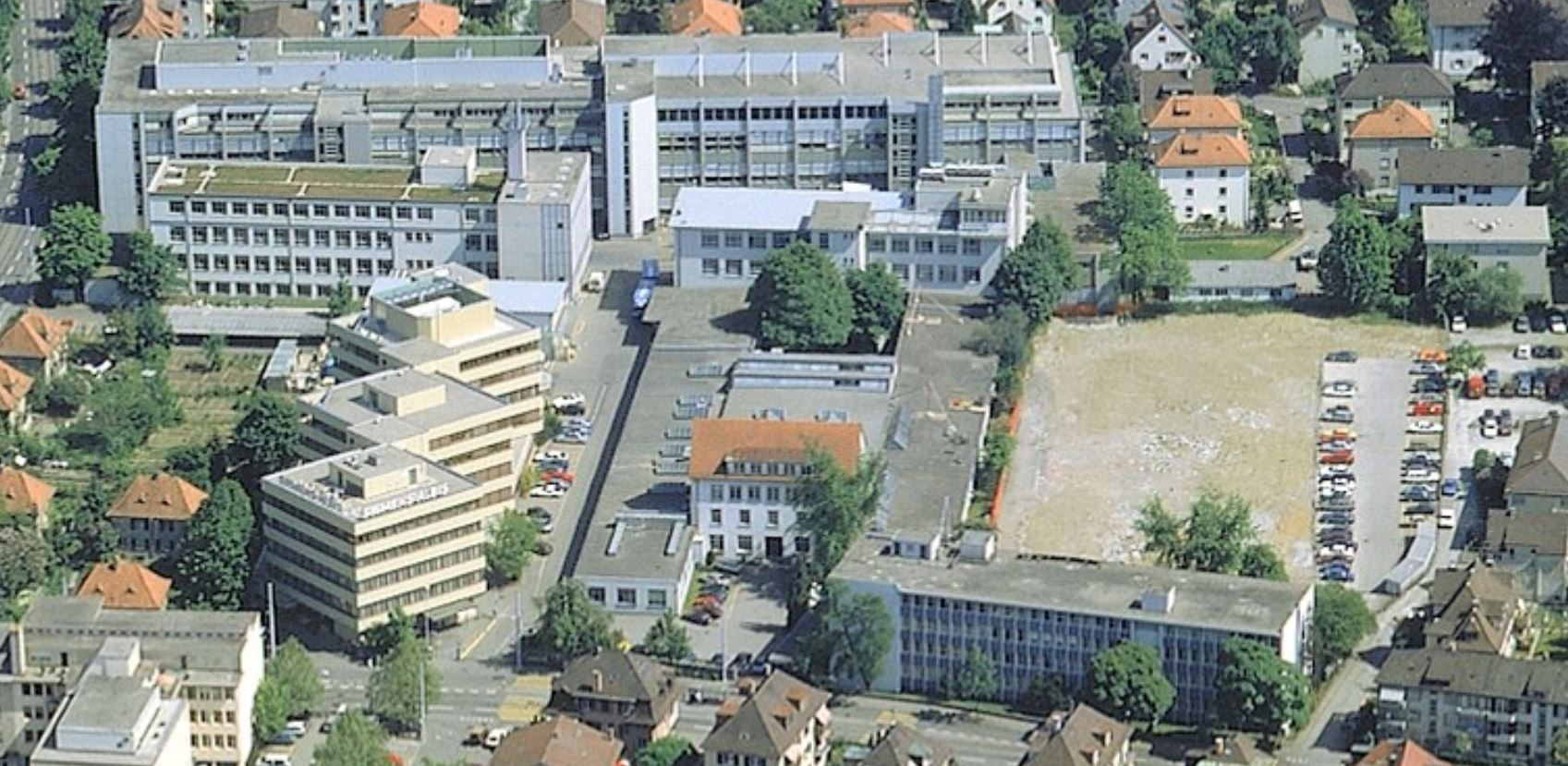
Siemens-Albis 1992

Im Juli 1971 schlossen sich die Siemens AG Zürich und das Albiswerk zur Siemens-Albis AG zusammen. Die Firma Elektrowatt beteiligte sich mit 20 Prozent. Siemens-Albis beschäftigte damals 4500 Mitarbeiter und erwirtschaftete einen Umsatz von 355 Millionen Franken. Nach der Fusion fand mit der Migros ein Liegenschaftentausch statt: Die Siemens zog 1976 von der Löwenstrasse (heute Migros City) in ein neues Bürohaus in Albisrieden und übernahm das Areal der Migros-Bäckerei Jowa an der Freilagerstrasse.	
1996 wurde die Siemens-Albis AG in Siemens Schweiz AG umbenannt.

## Produkte

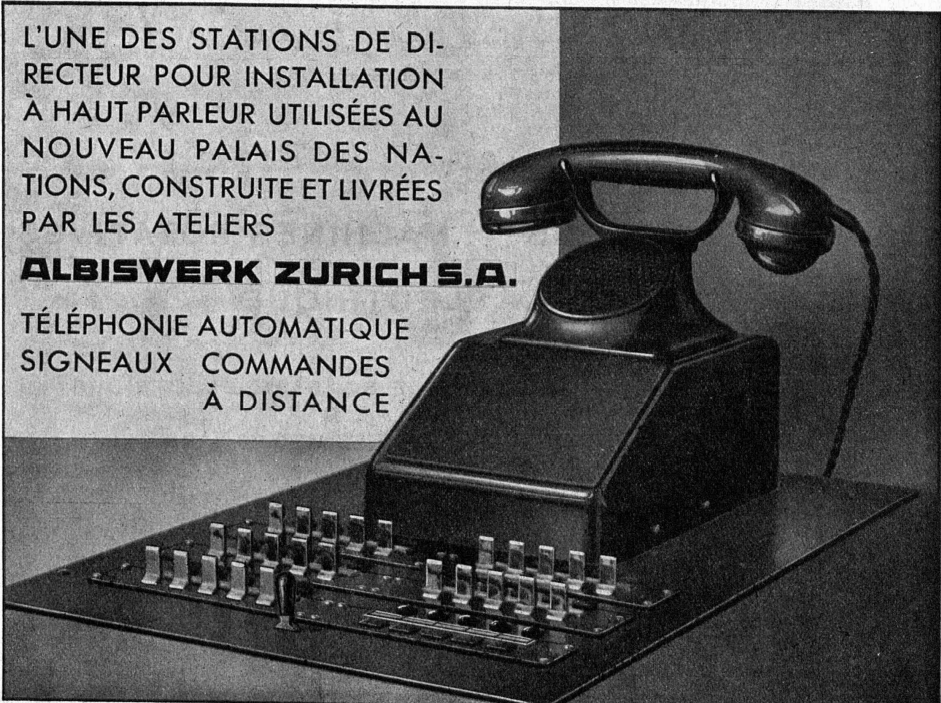
Werbeinserat für Telefone 1935

In den 1940er-Jahren wurden mit der Verbreitung des Telefons die Kommunikationstechnologien immer wichtiger. Die Schweiz gehörte seit Beginn des 20. Jahrhunderts zu den führenden Ländern auf dem Gebiet der Telefonie. Die erste vollautomatische Haustelefonzentrale wurde 1912 (Basler Lebensversicherungsgesellschaft) und die erste öffentliche Zentrale (Strowgerwählertechnik in Lausanne) wenige Jahre später, beides von Siemens, in Betrieb genommen. Die letzten Zentralen mit manueller Vermittlung wurden 1959 ausser Betrieb gesetzt.
1942 begann das Albiswerk mit der Entwicklung und Produktion von Röhren im neu errichteten Labor für Vakuumtechnik, und 1952 führte es wartungsarme und geräuscharme Uniselektor-Motorschaltertechnik für Telefonzentralen vor.

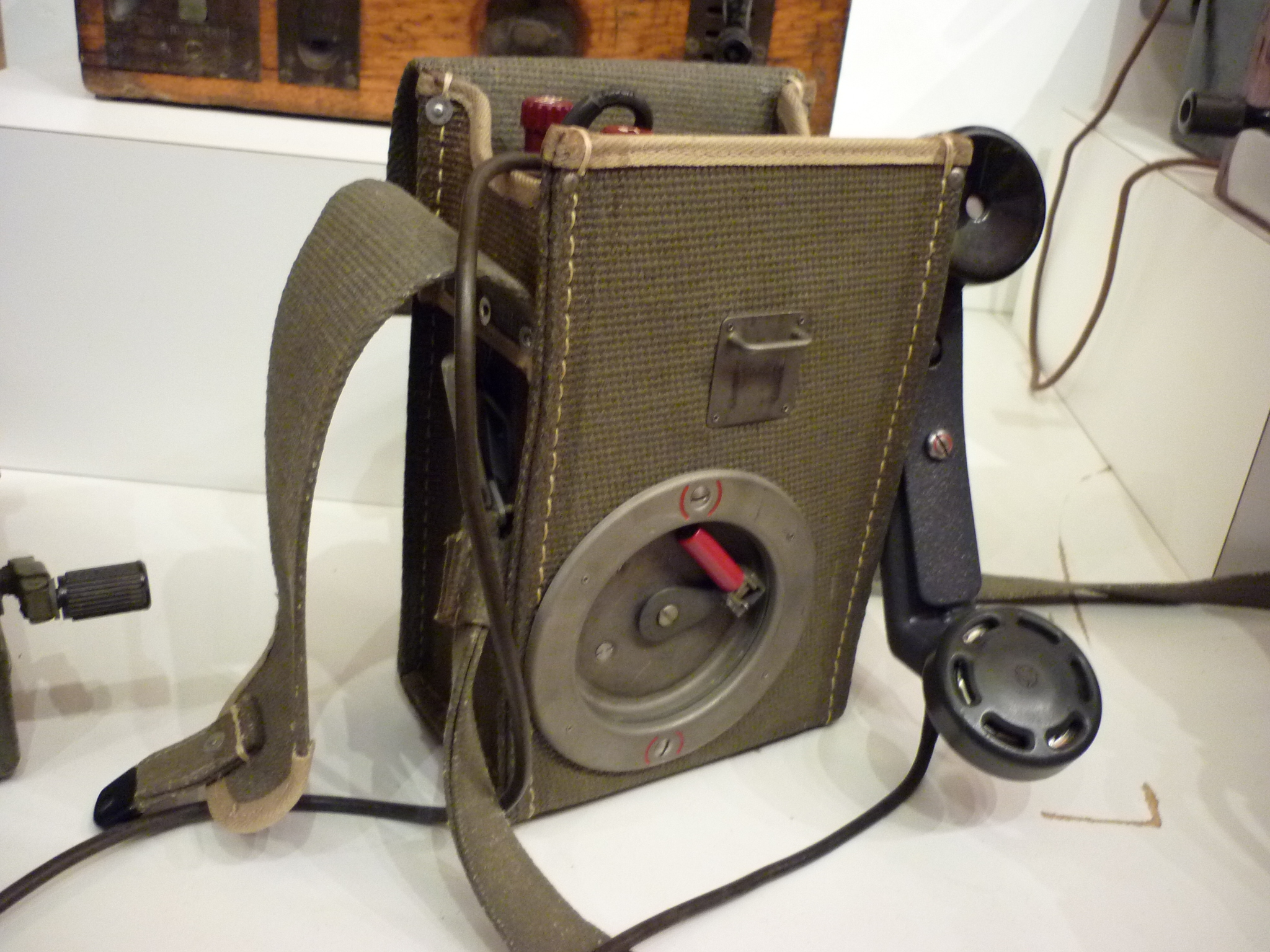
Feldtelefon 50, Produktion 1951 bis 1960

In der Fertigung militärischer Übertragungstechnologie war das Albiswerk erfolgreich. Es stellte mehrere Generationen von Armee- und Feldtelefonen und eine tragbare Funkstation her. Verkaufsschlager waren die Telefonanlagen, vorerst für grössere Firmen und staatliche Stellen, in der Nachkriegszeit jedoch zunehmend für den Privathaushalt. Der Telefonboom führte ab 1946 zur Gründung von mehreren Zweigwerken in der ganzen Schweiz.

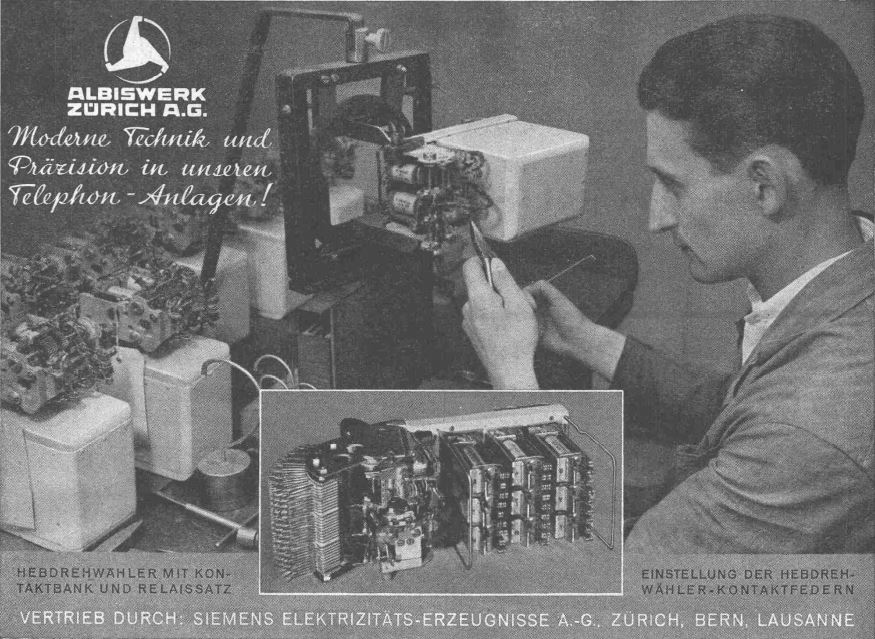
Werbung für Telefonanlagen 1942

Das Albiswerk war einer der Hauptlieferanten der PTT. Bis in die 1980er-Jahre waren grosse elektromechanische Zentralen für die Vermittlung von Telefongesprächen notwendig. Für diese Zentralen mussten Relaisspulen gewickelt und justiert werden, hochkomplexe Kabelbäume geformt und Kabel in die Motorwählergestellrahmen eingelötet werden. Diese geschickte Handfertigkeiten erfordernden Arbeiten wurden hauptsächlich von Frauen durchgeführt.
Mit dem Aufkommen der Mobiltelefone in den 1990er-Jahren, der Liberalisierung des Schweizer Telefonmarktes und der Auftrennung der PTT wurde die Albisrieder Telefonproduktion eingestellt, da sie gegen die günstige globale Konkurrenz nicht bestehen konnte.	
1973 kam im Kantonsspital in Lausanne erstmals in Europa die Röntgeneinrichtung «Cardoskop» zum Einsatz. Eine Europapremiere war die erste Luftseilbahn mit Thyristor-Antrieb auf den Chäserrugg. 1974 rüstete Siemens-Albis die Marzilibahn in Bern mit Elektroantrieben aus. 1978 wurde erstmals in der Schweiz (Uetlibergbahn) bei einem Gleichstrom-Antrieb die Bremsenergie rekuperiert.